# Gunung Aluetengkusamad
Gunung Aluetengkusamad är ett berg i Indonesien.   Det ligger i provinsen Aceh, i den västra delen av landet, 1 600 km nordväst om huvudstaden Jakarta. Toppen på Gunung Aluetengkusamad är 702 meter över havet, eller 210 meter över den omgivande terrängen. Bredden vid basen är 2,8 km.
Terrängen runt Gunung Aluetengkusamad är kuperad åt sydväst, men åt nordost är den bergig.Runt Gunung Aluetengkusamad är det ganska glesbefolkat, med 35 invånare per kvadratkilometer. I omgivningarna runt Gunung Aluetengkusamad växer i huvudsak städsegrön lövskog.